# Vlajka Tádžikistánu

Tádžická vlajka
Poměr stran: 1:2

Vlajka Tádžikistánu byla přijata 24. listopadu 1992 a skládá se ze třech vodorovných pruhů: červeného, bílého a zeleného (v poměru šířek 2:3:2, vlajka má poměr stran 1:2). Ve středu bílého pruhu je znak se zlatou korunou a sedmi hvězdami. Autory vlajky jsou Z. Chabibullajev, A. Zanevskij, I. Dodchudojevová, N. Ignatušinová a M. Sajdalijev.
Rozměry a umístění koruny a hvězdy jsou odvozeny od šířky bílého pruhu. Jsou vepsány do obdélníku o výšce 4/5 šířky bílého pruhu a délce rovné šířce tohoto pruhu. Hvězdy jsou vepsány do pomyslných kružnic, o průměru 3/20 šířky bílého pruhu, jejichž středy leží na další myšlené kružnici o poloměru rovnému polovině šířky pruhu. Koruna má na výšku 11/20 šířky pruhu a její spodní okraj má tvar oblouku kružnice o poloměru 6/5 bílého pruhu. Horní část koruny je zdobena čtyřmi oblouky o průměru 1/5 šířky pruhu.
Barvy na vlajce byly převzaty z republikové vlajky Tádžické sovětské socialistické republiky v rámci bývalého Sovětského svazu. Pruhy symbolizují tři epochy:
- epocha zlaté doby, červená barva symbolizuje oheň, jednotu republiky a bratrství s ostatními národy světa
- epocha boje dobra a zla, bílá barva symbolizuje vodu, bavlnu a sníh a led na horách
- epocha zániku světa, zelená barva symbolizuje zemi, úrodná údolí

Hvězdy symbolizují svatého a služební duchy:
- Spenta Mainju – svatý duch
- Vohu manah – ochránce skotu
- Ašem vahištem – ochránce ohně
- Chšathrem vairjem – ochránce kovů
- Spenta ármaiti – ochránce země
- Haurvatát – ochránce vody
- Ameretát – ochránce rostlin

Koruna symbolizuje zosobnění základních principů staroíránské zoroastrické mytologie a kosmogonie. Na koruně jsou zjednodušené kresby olejových lamp, které představují tři hlavní zoroastrijské ohně. Dolní část koruny představuje mytický most Činvat na kterém bude na konci světa Zarathuštra určovat osud mrtvých.

Vlajka tádžického prezidenta Poměr stran: 1:2

## Historie
Území dnešního Tádžikistánu bylo součástí sousedních říší již od starověku. Od 6. století př. n. l. bylo součástí perské říše (Achaimenovci), po roce 329 př. n. l. ho dobyl Alexandr Veliký. Poté bylo území součástí Baktrie a Kušánské říše. Poté Tádžikistán dobyli Arabové, Mongolové a byl součástí Tímúrovské říše a Bucharského chanátu.
V průběhu druhé poloviny 19. století bylo území postupně připojováno k Rusku. Za první oficiální státní vlajku na území dnešního Tádžikistánu je považována tehdejší ruská vlajka.
30. dubna 1918 se území stalo součástí nově vyhlášené Turkestánské autonomní sovětské socialistické republiky v rámci Ruské sovětské federativní socialistické republiky. Turkestánská ASSR neužívala vlastní vlajku ale vlajku RSFSR.
Po vzniku Sovětského svazu (30. prosince 1922) se jeho součástí stala i RSFSR a na území Turkestánské ASSR se začala užívat vlajka této federace. Tato vlajka se užívala spolu s republikovými vlajkami až do rozpadu SSSR.
1. prosince 1926 byla vytvořena Tádžická autonomní sovětská socialistická republika, která byla začleněna do Uzbecké sovětské socialistické republiky. V této souvislosti se začaly užívat vlajky Uzbecké SSR (ty se historicky měnily a zobrazené vlajky se liší od zdroje).

Ruská vlajka v Tádžikistánu (pol. 19. stol.–1918) Poměr stran: 2:3
Vlajka RSFSR v Tádžikistánu (1918–1922) Poměr stran: 1:2
Vlajka Sovětského svazu v Tádžikistánu (1922–1926/1991) Poměr stran: 1:2
Vlajka Uzbecké SSR v Tádžikistánu (1926–1927), rozdíl oproti zdroji Poměr stran: 1:2
Vlajka Uzbecké SSR v Tádžikistánu (1927–1929) Poměr stran: 1:2

23. února 1929 byla rozhodnutím Ústředního výkonného výboru Tádžické ASSR zavedena první vlastní státní vlajka. Ta měla červený (šarlatový) list a státní znak v horním rohu.
V dubnu 1929 byla přijata ústava Tádžické ASSR. V článku 105 pak byly popsány státní symboly i s novou vlajkou. Na té se změnil pouze státní znak v horním rohu.
12. června 1929 z byla Tádžická ASSR přeměněna na Tádžickou SSR a 5. prosince bylo rozhodnuto o vstupu do Sovětského svazu. Ze státního znaku bylo v této souvislosti odstraněno slovo autonomní a změna se promítla i na vlajku.

Vlajka Tádžické ASSR (1929) Poměr stran: 1:2
Vlajka Tádžické ASSR (1929) Poměr stran: 1:2
Vlajka Tádžické SSR (1929–1931) Poměr stran: 1:2

24. února 1931 byla na 4. sjezdu sovětů Tádžické SSR přijata nová ústava a s ní i nové státní symboly. V článku 93 je popsána nová vlajka jako červený (šarlatový) list o poměru stran 1:2 se zlatým textem Tádž. S.S.R. v horním rohu. V ústavě není specifikováno v jakém jazyce a písmu text je ale šlo nejspíše o latinkou psaný text v tádžickém jazyce, tedy ç. i. ş. toç.
26. května 1936 byla na 4. zasedání V. sjezdu Ústředního výkonného výboru sovětů Tádžické SSR schválena nová vlajka. Znovu byla tvořena šarlatovým listem o poměru stran 1:2, ale místo nápisu měl list v horním rohu zkřížený žlutý srp s kladivem, pod kterým byly nápisy Ç.S.S. Toçikiston a Таджикская C.C.P. (v textu zdroje s tečkami, na obrázku zdroje i v zobrazení ale bez teček). Popisy vlajky (a znaku) byly zaneseny do ústavy v článku 92 (a 93) a vlajka i v článku 132 v nové ústavě z 1. března 1937.
V roce 1938 byl text Ç.S.S. změněn na RSS, byly odstraněny tečky mezi písmeny a text se zvětšil. Naopak symboly srpu a kladiva se zmenšily.
Na základě dekretu prezidia Nejvyššího sovětu Tádžické SSR vydaného 28. září 1940 byl změněn způsob psaní textu v tádžičtině z latinky na azbuku: RSS Toçikiston na PCC Toчикиcтoн. Písmena obou nápisů na vlajce i symboly srpu a kladiva byly po změně méně tučné. Změny vlajky byly potvrzeny ústavou z roku 1946.

Vlajka Tádžické SSR (1931–1936) Poměr stran: 1:2
Vlajka Tádžické SSR (1936–1938) Poměr stran: 1:2
Vlajka Tádžické SSR (1938–1940) Poměr stran: 1:2
Vlajka Tádžické SSR (1940–1953) Poměr stran: 1:2

20. března 1953 byla usnesením Nejvyššího sovětu Tádžické SSR zavedena nová vlajka jejímž autorem byl M. P. Šlykov. Vlajka byla 19. září uzákoněna a v článku č. 170 i potvrzena ústavou z roku 1978.
Zcela odlišná vlajka od dosud užívaných byla tvořena listem o poměru stran 1:2 se čtyřmi vodorovnými pruhy v poměru šířek 5:2:1:2 v barvách: červený, bílý, zelený a červený. V horním rohu byl pod červenou, žlutě lemovanou pěticípou hvězdou zkřížený žlutý srp a žluté kladivo. Komunistické symboly byly vepsány do pomyslného čtverce o straně rovné 1/4 šířky vlajky. Špička srpu se dotýkala horní strany tohoto čtverce, násady nástrojů končily v jeho dolních rozích. Délka kladiva i s násadou byla 3/4 úhlopříčky čtverce. Hvězda byla vepsána do pomyslné kružnice o průměru 1/8 šířky vlajky, která se dotýkala horní strany uvedeného čtverce. Vzdálenost svislé osy hvězdy i průsečíku os obou nástrojů od žerdi byla 1/4 šířky vlajky. Střed hvězdy byl 1/10 šířky vlajky vzdálen od horního okraje vlajky.
Vlajka symbolizovala (dle tehdejšího komunistického výkladu) kromě suverenity Tádžické SSR i dobrovolné spojení s ostatními republikami v Sovětském svazu a nerozborný svazek dělníků, rolníků a inteligence a přátelství a bratrství lidu všech národů republiky budujících komunistickou společnost.
15. srpna 1980 byl na základě usnesení prezidia Nejvyššího sovětu SSSR vypuštěn emblém (srp, kladivo a hvězda) z rubové strany sovětské vlajky. V roce 1981 byl stejný princip kodifikován i u tádžické vlajky, který se však příliš nedodržoval.
24. srpna 1990 vyhlásila Tádžická SSR svrchovanost, 1. září 1991 byl změněn název země na Republika Tádžikistán a 9. září byla vyhlášena plná nezávislost na SSSR. Přesto nebyly státní symboly změněny, neoficiálně se však užívaly vlajky bez komunistických symbolů. 2. března 1992 byla v New Yorku před budovou OSN při ceremoniálu vztyčování vlajek nových členů vyvěšena tádžická vlajka s komunistickými symboly, ale s nesprávným poměrem šířek pruhů 3:1:1:1 namísto 5:2:1:2.

Vlajka Tádžické SSR (1953–1981) Lícová strana (1981–1992) Poměr stran: 1:2
Rubová strana Tádžické SSR (1981–1992)

Nové státní symboly Tádžikistánu byly v důsledku občanské války zavedeny až 24. listopadu 1992 na 16. zasedání (tzv. smírčím) Nejvyšší rady v obci Arbob u města Chodžentu.